# Marc di Napoli

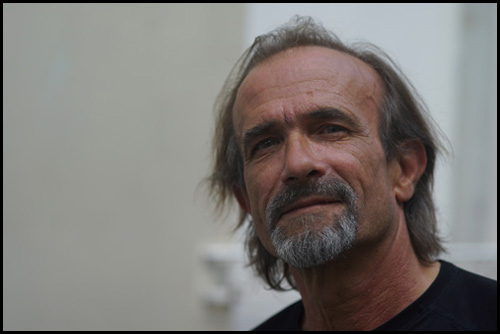
Marc di Napoli, 2016

Marc di Napoli (* 28. Mai 1953) ist ein französischer Schauspieler und Maler.
Bekannt wurde Marc di Napoli vor allem durch die Rolle des Huckleberry Finn in dem ZDF-Abenteuervierteiler Tom Sawyers und Huckleberry Finns Abenteuer von 1968 (nach den beiden gleichnamigen Romanen von Mark Twain). Claude Chabrol gab ihm daraufhin die Rolle des Phillippe Decourt in Das Biest muss sterben. Der Film lässt offen, ob Philippe seinen Vater (Jean Yanne) vergiftet hat oder ihm der Rächer Charles (Michel Duchaussoy) zuvorkam.
Als jugendlicher Clément kämpfte Marc di Napoli in Claude de Givrays Fernsehepos Mauregard (1970) für die Résistance.
Es folgten die Mehrteiler Les galapiats (1970) und Julia von Mogador (alternativ: Die Leute von Mogador) (1972).
Ein weiterer Erfolg wurde 1974 die Mini-Serie Deux ans de vacances (Titel in der Bundesrepublik: Zwei Jahre Ferien, DDR-Titel: Piraten des Pazifik). Seine bisher letzte Rolle spielte Marc di Napoli in der Mini-Serie La famille Cigale (1977).
Marc di Napoli lebte bis 2007 im bretonischen Concarneau und hat dann aus privaten und anderen Gründen seinen Wohnsitz nach Vannes verlegt. Er ist seit vielen Jahren als Maler tätig und betreibt eine Galerie in Pont-Aven. Er spielt weiterhin Theater, meist in kleinen Studiotheatern in Paris und in der Provinz. Regelmäßig arbeitet er eng mit dem Regisseur und Autor Henri Le Bal zusammen. Zurzeit ist Marc di Napoli wieder des Öfteren in Paris anzutreffen. Rund um Montmartre malt er und stellt seine Werke, darunter auch Karten, an seinem eigenen Stand zum Verkauf aus.

## Filmografie (Auswahl)
- 1968: Tom Sawyers und Huckleberry Finns Abenteuer (Fernseh-Mehrteiler)
- 1969: Das Biest muß sterben (Que la bête meure)
- 1970: Mauregard (Fernseh-Mehrteiler)
- 1972: Julia von Mogador (Les gens de Mogador) (Fernseh-Serie)
- 1974: Zwei Jahre Ferien (Fernseh-Mehrteiler, auch als Piraten des Pazifik und Insel der Schätze (DDR) bzw. Deux ans de vacances (Frankreich))